# Шпоннагель, Эдуард
Эдуард Шпоннагель (1847 — 16 мая 1907) — основатель и владелец фортепианной фабрики «Sponnagel».

## Деятельность

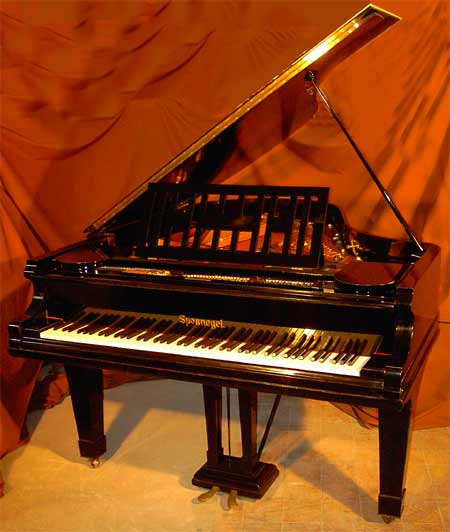
Фортепиано Шпоннагеля

В 1875 году Эдуард Шпоннагель поселился в Легнице и стал совладельцем фабрики Густава Селинке (основана в 1866). С 1889 компанию переименовали в «Selinke & Sponnagel», а 1 июля 1894 и вовсе в «Eduard Sponnagel». На тот момент фабрика насчитывала уже более ста сотрудников и занималась производством фортепиано и механизмов к этим инструментам. Однако, в 1894 году темпы производства замедлились, был ликвидирован филиал во Вроцлаве и, спустя некоторое время, компания занималась исключительно готовым продуктом.
Эдуард был создателем нескольких уникальных инноваций, в частности эгализаторов на борту деки. Этому изобретению была посвящена целая статья. Он считался одним из наиболее уважаемых мастеров фортепиано в регионе.
В 1900 году на Всемирной выставке в Париже фабрика получает золотую медаль.

## После смерти
После смерти основателя, компания была переименована в «Фортепианную фабрику им. Эдуарда Шпоннагель» и отошла вдове Лине Шпоннагель (урождённая Поль).
В 1911 году на выставке в Познани уже руководимая ею фабрика получила медаль за выдающиеся достижения.
Однако, во время Первой мировой войны производство было полностью прекращено. В 1919 году фабрика с штатом из пяти сотрудников продолжила выпускать фортепиано, но уже под маркой «Артур Франке».